# 마드리드 지하철 4호선

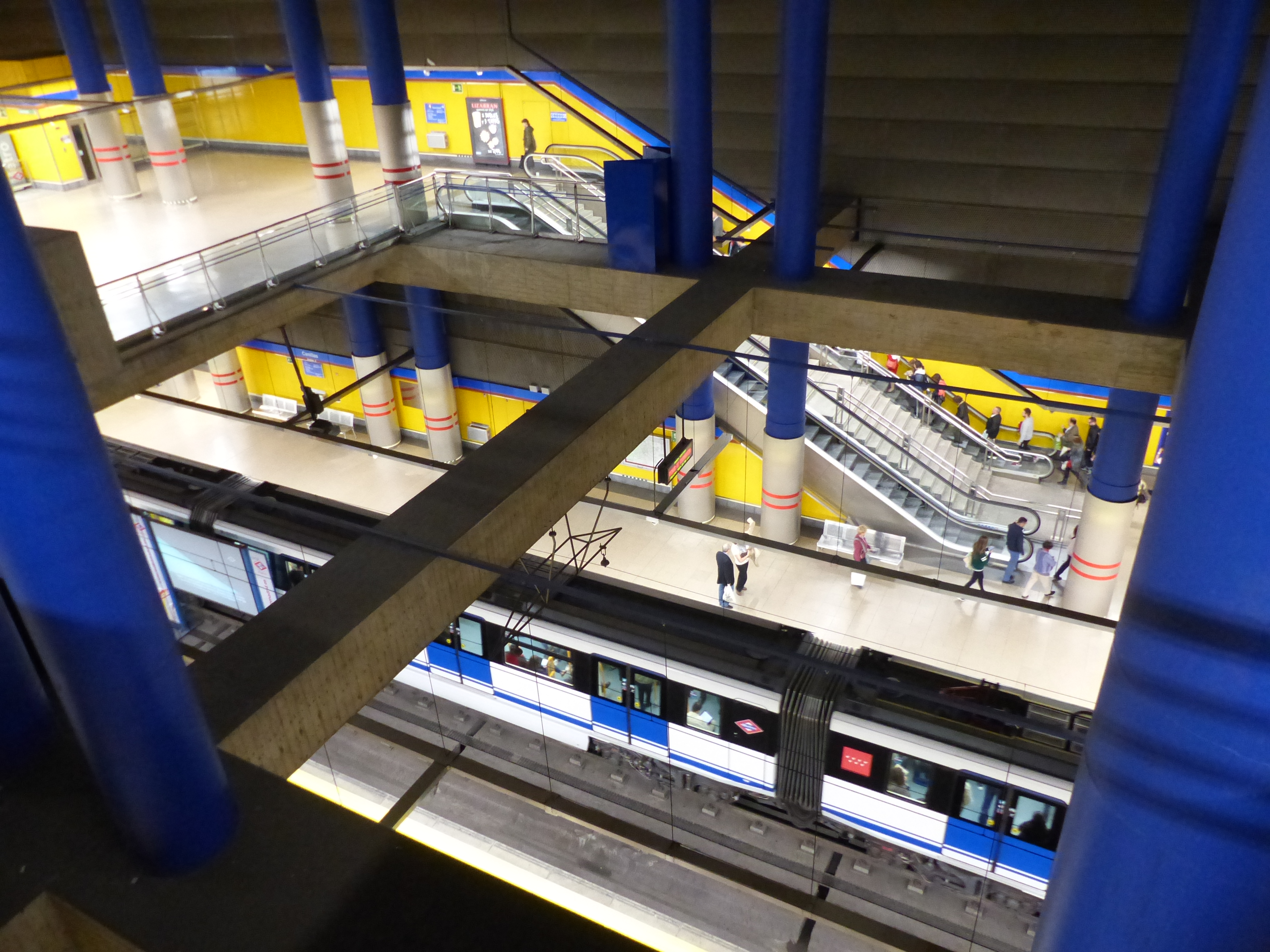
4호선의 카니야스 역

마드리드 지하철 4호선(línea 4)은 스페인 마드리드 지하철의 노선 중 하나로, 마드리드 서부와 중심부를 북동부 일대까지 연결해 준다. 피나르 데 차마르틴 역에서 아르궤예스 역까지 23개 역이 운영중에 있으며 총길이는 16km이다. 각 역의 승강장 길이는 60m이다.

## 역사
현재 4호선을 이루는 구간 중에서 가장 오래된 것은 1932년 개통한 고야 - 디에고 데 레온 구간으로, 당시에는 2호선의 지선으로 운행되었다. 4호선이라는 이름을 달고 처음으로 완공된 구간은 1944년 3월 23일 개통한 아르궤예스 - 고야 구간으로, 알베르토 아길레라 거리와 카란사 거리, 사가스타 거리, 헤노아 거리, 고야 거리를 죽 따라가는 노선형이었다.
1958년에는 2호선의 고야-디에고데레온 지선을 4호선에 편입하여 차후 연장 가능성을 예고하였고, 1967년~1977년 마드리드 지하철 건설계획에 따라 실제로 연장 공사에 들어갔다. 1973년 3월 26일에는 디에고데레온에서 알폰소 XIII 역까지 연장 운행을 시작하였다. 1979년 5월 5일에는 북동쪽으로 다시 한번 연장되어, 호세 실바 거리와 울리세스 거리를 따라 에스페란사 역까지 이어지게 되었다. 이로써 시우다드리네알과 카니야스 지역에 들어온 두번째 지하철 노선이 되었다.
1996년부터는 오르탈레사의 파르케 데 산타 마리아 역까지 연장 공사를 개시하였다. 해당 구간의 각 역에는 사상 처음으로 장애인 편의시설을 갖추게 되었다. 연장구간 개통은 두 차례에 걸쳐 이뤄졌는데 1988년 4월에 마르 데 크리스탈 역까지 한 차례, 12월에 파르케 데 산타 마리아 역까지 한 차례 개통하여 영업에 들어가게 되었다.
2007년 4월 11일에는 마지막으로 피나르 데 차마르틴 역까지 연장되었다. 여기서 지하철 1호선과 경전철 1호선이 만나 환승역이 하나 더 늘게 되었다.

## 환승 정보
4호선과 환승되는 노선은 다음과 같다.

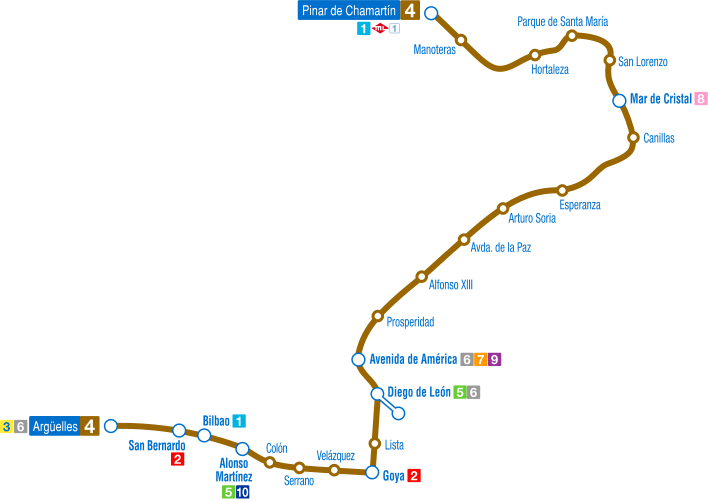
4호선 노선도

- 1호선 - 빌바오 역, 피나르 데 차마르틴 역
- 2호선 - 고야 역, 산 베르나르도 역
- 3호선 - 아르궤예스 역
- 5호선 - 알론소 마르티네스 역, 디에고 데 레온 역 (환승통로 이용)
- 6호선 - 아르궤예스 역, 아베니다 데 아메리카 역, 디에고 데 레온 역 (환승통로 이용)
- 7호선 - 아베니다 데 아메리카 역
- 8호선 - 마르 데 크리스탈 역
- 9호선 - 아베니다 데 아메리카 역
- 10호선 - 알론소 마르티네스 역
- 경전철 1호선 - 피나르 데 차마르틴 역
- 세르카니아스 마드리드 - 콜론 역 (환승통로 따라 레콜레토스 역으로 이동)

이밖에도 피나르 데 차마르틴 역에서는 마드리드 시외버스 노선이 다니는 정류장이 있다.

## 같이 보기
- 마드리드 지하철